# Aberdeen Airport
Aberdeen Airport (IATA: ABZ, ICAO: EGPD), er en international lufthavn placeret i bydelen Dyce, 9.3 km nordvest for centrum af Aberdeen i Skotland. I 2009 ekspederede den 2.984.445 passagerer og 109.876 flybevægelser.

## Historie
Lufthavnen blev etableret af forretningsmanden og politikeren Eric Gandar Dower, og indviet i 1934.
Helikopter-flyvningerne fra Aberdeen startede i 1967, efter man opdagede olien i Nordsøen. Lufthavnen blev forbindelsen imellem fastlandet og de mange olieboreplatforme på havet, og blev en af verdens største kommercielle helipads. I dag rejser over 450.000 passagerer med helikopter fra Aberdeen, og omkring 37.000 af lufthavnens starter og landinger sker med en helikopter.